# 日本詩人クラブ
一般社団法人日本詩人クラブ（にほんしじんクラブ）は、日本の詩人による詩の言論、表現、出版の自由の擁護を目的とする一般社団法人である。会長は太田雅孝（2023年6月から）、理事長は秋山公哉（2023年6月から）。日本詩人クラブ賞、日本詩人クラブ新人賞、日本詩人クラブ詩界賞を主催している。

## 沿革
- 1948年、詩人の正富汪洋が英語学者豊田実と共に日本詩人クラブの設立を考え、翌1949年10月に日夏耿之介・西條八十・山宮允・柳沢健らと共に創立した。
- 1950年5月14日、創立記念第1回総会が開かれ、約65名の日本の詩人達が会員となった。ここで、西條八十が第1代会長に就任し、常務理事長に山宮允が就任した。また、会報「詩界」を刊行しており、売り上げの収益金から昭和女子大学に事務所を構えることとなった。
- 1968年5月、第1回日本詩人クラブ賞、木村孝受賞。詩集『5月の夜』。
- 1975年6月14日に日本詩人クラブ25周年会が開かれた。
- 1989年11月23日、40周年記念東京大会を東京有楽町の朝日マリオンにおいて開催。
- 1991年4月13日、第1回日本詩人クラブ新人賞、中村不二夫受賞。詩集『mets』。
- 2000年6月、創立50周年記念関西大会を大阪北区南森町の東興ホテルで開催。同年8月、日本詩人クラブ編『日本の詩100年』を土曜美術社出版販売より発行。同年9月、「詩界通信」第1号発行。同年10月、日本詩人クラブ創立50周年記念・日蘭文化交流400年記念「東京詩祭2000」を東京池袋のサンシャインプリンスホテルで開催。主催・日本詩人クラブ。共催・オランダ文学制作翻訳基金。後援・オランダ大使館、日本文藝家協会、日本ペンクラブ。同年10月14日、『日本現代詩選』第30集（創立50周年記念号）発行。
- 2001年4月、第1回日本詩人クラブ詩界賞、秋吉久紀夫受賞。編訳書『現代シルクロード詩集』。
- 2006年7月、総会での法人化承認を受け、有限責任中間法人となる。
- 2007年5月、事務所開設。住所は、東京都新宿区天神町71 宇野ビル4階。
- 2009年5月、第60回総会で一般社団法人日本詩人クラブに名称変更。
- 2010年5月、創立60周年記念関西大会をホテルアウィーナ大阪で開催。
- 2020年、創立70周年記念アンソロジー『日本現代詩選2020』第39集、記念冊子『詩がひらく未来』発行。
- 2023年12月、『詩界論叢2023』（第1集／創刊号）刊行により、隔年の評論エッセイ集を創刊。

## 歴代会長・理事長
会長
1. 西條八十（1964年5月 - 1970年5月）
2. 中西悟堂（1970年5月 - 1972年5月）
3. 安部宙之介（1972年5月 - 1977年5月）
4. 江頭彦造（1977年5月 - 1983年9月）
5. 西條嫩子（1983年9月 - 1985年6月）
6. 井手文雄（1985年6月 - 1987年5月）
7. 薩摩忠（1987年5月 - 1989年5月）
8. 堀口定義（1989年5月 - 1991年5月）
9. 寺田弘（1991年5月 - 1993年4月）
10. 西岡光秋（1993年4月 - 1995年5月）
11. 石原武（1995年5月 - 1997年5月）
12. 筧槇二（1997年5月 - 1999年5月）
13. 高橋渡（1999年5月 - 1999年11月）
14. 鈴木敏幸（2000年5月 - 2001年5月）
15. 天彦五男（2001年5月 - 2003年5月）
16. 丸山勝久（2003年5月 - 2005年5月）
17. 中村不二夫（2005年5月 - 2007年5月）
18. 佐久間隆史（2007年5月 - 2009年5月）
19. 比留間一成（2009年5月 - 2011年6月）
20. 清水茂（2011年6月 - 2013年6月）
21. 細野豊（2013年6月 -　2015年6月）
22. 武子和幸（2015年6月 - 2017年6月）
23. 川中子義勝（2017年6月 - 2019年6月）
24. 北岡淳子（2019年6月 - 2021年6月）
25. 北岡淳子（2021年6月 - 2023年6月）
26. 太田雅孝（2023年6月 - 2025年6月）

理事長
1. 西條八十（1950年5月 - 1964年5月）
2. 山宮允（1964年5月 - 1965年5月）
3. 正富汪洋（1965年5月 - 1966年5月）
4. 豊田実（1966年5月 - 1968年5月）
5. 服部嘉香（1968年5月 - 1970年5月）
6. 安部宙之介（1970年5月 - 1972年5月）
7. 門田穣（1972年5月 - 1975年6月）
8. 江頭彦造（1975年7月 - 1977年5月）
9. 古川清彦（1977年5月 - 1983年9月）
10. 西岡光秋（1983年9月 - 1985年6月）
11. 筧槇二（1985年6月 - 1987年5月）
12. 西岡光秋（1987年5月 - 1991年5月）
13. 筧槇二（1991年5月 - 1993年4月）
14. 石原武（1993年4月 - 1995年5月）
15. 中村不二夫（1995年5月 - 1997年5月）
16. 鈴木敏幸（1997年5月 - 2000年5月）
17. 中村不二夫（2000年5月 - 2003年5月）
18. 原田道子（2003年5月 - 2005年5月）
19. 北岡淳子（2005年5月 - 2009年5月）
20. 細野豊（2009年5月 - 2011年6月）
21. 川中子義勝（2011年6月 -　2015年6月）
22. 太田雅孝（2015年6月 - 2017年6月）
23. 長尾雅樹（2017年6月 - 2019年6月）
24. 佐相憲一（2019年6月 - 2021年6月）
25. 吉田義昭（2021年6月 - 2023年6月）
26. 秋山公哉（2023年6月 - 2025年6月）